# 邢昭
邢昭（1462年—16世纪？），字孟明，順天府三河縣人，民籍，明朝官员。

## 生平
順天府鄉試第三十八名舉人。弘治九年（1496年）中式丙辰科會試第二百七十三名，三甲第三十七名進士。授洪洞县知县，后召为监察御史，巡按两浙盐政。正德二年（1507年）因忤逆刘瑾而被罚廷杖一百，刑后仍未死，人称“铁邢”，贬高平县丞。
正德四年（1509年）十一月，黜为民。劉瑾被诛，复山西道监察御史。终汝宁府知府。

## 家族
曾祖邢仲和；祖父邢貴，遇例冠帶；父邢謹，刑部主事。前母胡氏；母胡氏。永感下。兄邢暉。